# Brachypremna phrixus
Brachypremna phrixus är en tvåvingeart som beskrevs av Alexander 1953. Brachypremna phrixus ingår i släktet Brachypremna och familjen storharkrankar.
Artens utbredningsområde är Ecuador. Inga underarter finns listade i Catalogue of Life.